# كريستيان شتال
كريستيان شتال (بالإنجليزية: Christian Stahl)‏ هو دراج أمريكي، ولد في 24 مايو 1983 في كونيتيكت في الولايات المتحدة.

## وصلات خارجية
- كريستيان شتال على موقع أرشيف الدراجات (الإنجليزية)
- كريستيان شتال على موقع أوليمبيديا (الإنجليزية)